# Американський Стоунхендж

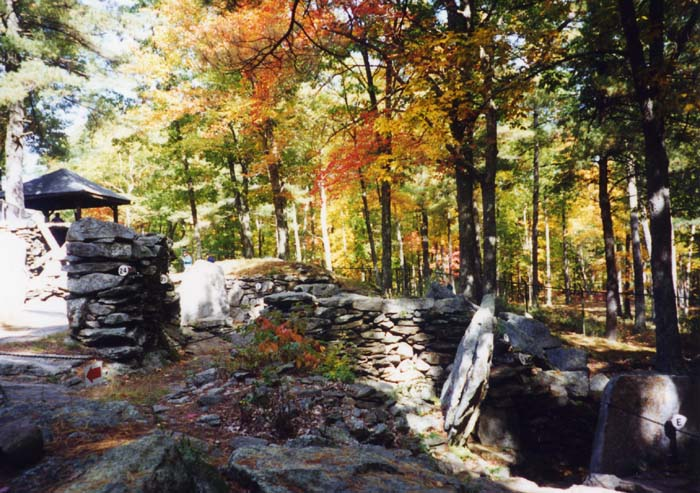
Американський Стоунхендж

Американський Стоунхендж (англ. America's Stonehenge) — археологічна пам'ятка із великих валунів і кам'яних споруд, розкиданих на площі близько 120 м² на території міста Сейлем в штаті Нью-Гемпшир на північному сході США.

## Історія Американського стоунхенджа
Історія Загадкового пагорба почалася з Джонатана Патті — селянина, який жив на цих землях з 1826 по 1848 рік. Версії щодо того, ким був цей Патті, різноманітні. Серед інших є навіть припущення, що на цих землях він займався незаконним виробництвом алкогольних напоїв. Але правдоподібнішою видається версія про те, що разом зі своїм сином Сетом він був аболіціоністом. Вони управляли станцією підземної залізниці, створеної для надання допомоги рабам, що втекли з Півдня. Доказом тому є виявлені на пагорбі кайдани, які зараз знаходяться в музеї Американського Стоунхенджа.
За наступні 50 років розробники каменоломень скупили і перемістили більшу частину споруд Загадкового пагорба. Імовірно, значна частина каменів була відправлена в місто Лоренс (штат Массачусетс) для будівництва греблі і для мощення вулиць. У 1937 році страховий агент Вільям Гудвін купив землі, на яких розташовувався Загадковий пагорб і, одержимий ідеєю, що тут колись жили ірландські ченці, істотно змінив вигляд Загадкового пагорба, щоб посилити аргументацію на користь своєї теорії. Таким чином, в даний час вивчення історії цього місця ускладнюється. У 1950 році Загадковий пагорб був зданий в оренду Роберту Стоуну, який в 1956 році викупив ці землі і почав реставраційні роботи. Він досліджував місцевість, вжив заходів для збереження Загадкового пагорба і в 1958 році побудував тут музей просто неба.
Сьогодні Американський Стоунхендж, як його прийнято тепер називати, є привабливим місцем для туристів. Спочатку пам'ятник отримав назву Містері-Хілл (англ. Mystery Hill, букв. «Пагорб загадок»). Цей термін залишався офіційною назвою пам'ятника до 1982 року. З іншого боку, ще в 1960-і роки в одній зі статей з'явився альтернативний термін «Американський Стоунхендж», який з часом витіснив перший.

## Особливості Загадкового пагорба
Однією з найдивовижніших особливостей Загадкового пагорба є розмір його споруд. Розташована на чотирьох кам'яних ногах плоска кам'яна плита вагою 4,5 т завдовжки приблизно 9 футів і шириною 6 футів нагадує величезний стіл з видовбаним по краю жолобом, від чого деякі дослідники прозвали споруду «кам'яним жертовником». Згідно з висунутою теорією, дуже популярною в сучасному світі, жолобок навколо каменя дозволяв крові жертви стікати в чашу. Втім жертовник схожий на іншу споруду — кам'яний зольник з фермерського музею, що в західній частині штату Массачусетс. Він не пов'язаний із зловісними ритуалами жертвоприношень і використовувався для виробництва мила. Такі споруди досить часто зустрічаються на колоніальних полях Нової Англії.
Іншою особливістю комплексу давніх будівель Загадкового пагорба можна назвати велику кількість каменів із зображеннями. До недавнього часу їх вивченням займався доктор Беррі Фелл — професор біології Гарвардського університету. Він провів величезну роботу з розшифровки написів на каменях, знайдених на загадковому пагорбі і в багатьох інших місцях Північної Америки. Доктор Беррі Фелл стверджував, що ці тексти написані фінікійським та староірландським письмом. Написи, розташування каменів згідно з розташуванням небесних тіл і мегалітичний тип будівлі підштовхнули дослідників до висновку про те, що Загадковий пагорб був місцем церемоній доісторичних переселенців з Європи. Вони припускали, що з Американським континентом була пов'язана Фінікія — цивілізація з розвиненим судноплавством, що досягла періоду найвищого розквіту в XII—VIII століттях до н. е. (Сьогодні це землі Сирії та Лівану). Відповідно до даної теорії фінікійські мореплавці, вперше побувавши в Америці принаймні дві з половиною тисячі років тому, вели торгівлю з кельтами, які в ті часи вже жили на Загадковому пагорбі.
Однак більше довіри викликають припущення про те, що це відносно недавні «написи»: сліди, залишені плугом, результат видобутку каменів місцевими фермерами, а може, природні подряпини — тобто просто тріщини і щілини, які нерідко зустрічаються на скелях. Твердження Фелла вимагають ретельної перевірки, а значить археологам і фахівцям з епіграфіки є предмет для нових досліджень. На жаль, деякі камені Загадкового пагорба переносилися з місця на місце, тобто були вилучені з їхнього історичного середовища, тому питання лінгвістичного аналізу написів і їх датування ускладнюється.
Слід зазначити, що «Американським Стоунхенджем» у пресі нерідко іменують і інший пам'ятник, вже сучасного походження — Скрижалі Джорджії.
Радіовуглецевий аналіз відкладень деревного вугілля відносить споруди до періоду від 2000 до 173 років до н. е., тобто до однієї з місцевих індіанських культур архаїчного періоду або раннього Вудлендського періоду.
Доступ до пам'ятника для відвідувачів — платний. Пам'ятник розташований в парковій зоні, де також знаходяться траси для снігоступів і ферма з розведення альпак. Пам'ятник є популярним туристичним атракціоном, особливо серед послідовників сучасної релігійної течії New Age.

## Послання
- America's Stonehenge homepage [Архівовано 30 квітня 2011 у Wayback Machine.]
- «Archaeology professor debunks claims for ancient rock structures as pseudoscientific fallacy» [Архівовано 2 травня 2010 у Wayback Machine.], BU Bridge, 1 February 2002, Boston University
- Dec. 11, 2009 N.Y. Times travel article [Архівовано 27 вересня 2011 у Wayback Machine.]
- Discover Magazine «Light Elements: Yankee Doodle Druid» [Архівовано 1 червня 2011 у Wayback Machine.]